# Estela (historieta)
Estela (Sillage en el original francés) es una novela gráfica de ciencia ficción creada por Jean-David Morvan y Philippe Buchet. La serie ha sido traducida al español y publicada en España por Norma Editorial. Norma publica la serie en rústica y cada uno de sus números corresponde al equivalente en francés.
Estela contiene elementos de ciencia ficción dura y ópera espacial y explora temas sociales como las desigualdades, la corrupción o la colonización.

## Origen
El prólogo del artbook 1000 Navis expone que la serie fue creada a iniciativa del editor Guy Delcourt, que deseaba añadir una space opera a su catálogo. Jean David Morvan le planteó el nombre Estela a Philippe Buchet, quien concibió la idea del convoy espacial pero le dio un trasfondo completamente alienígena para evitar comparaciones con Battlestar Galactica. De manera similar, el personaje principal es femenino para evitar comparaciones con Tarzán.

## Argumento
Estela es el nombre de un gigantesco convoy de naves espaciales que viajan por el espacio en busca de planetas colonizables, compuesto por multitud de razas diferentes. La serie sigue principalmente las aventuras de Navis, única humana a bordo del convoy, que busca a otros individuos de su especie. Al principio de la historia comienza a trabajar a las órdenes del consejo de Estela, la Constituyente, convirtiéndose con rapidez en su mejor agente. Como tal a Navis se le encomiendan algunas de las misiones más peligrosas que a la vez le permitan hallar información sobre sus orígenes.

## Títulos (fecha de publicación en Francia)
1. Fuego y cenizas (1998)
2. Colección privada (1999)
3. Engranajes (2000)
4. El signo de los demonios (2001)
5. (Mi vida por los míos) (2002)
6. Artificios (2003)
7. Zona de alta inseguridad (2004)
8. Naturaleza humana (2005)
9. Infiltrados (2006)
10. El retorno de las llamas (2007)
11. Mundo Flotante (2008)
12. Zona franca (2009)
13. Derrape controlado (2010)
14. Liquidación total (2011)
15. Coto vedado (2012)
16. Unidos por la sangre (2013)
17. Ola de Frío (2014)
18. Psicolocausto (2015)
19. Tiempo Muerto (9/2016)
20. Próximamente: Mise à jour (4/2019)
21. Próximamente: Exfiltration (1/2022)
22. Próximamente: Transfert (1/2023)

Fuera de la serie regular: El arte de Estela (2002) ISBN 84-9814-267-9
La colección completa hasta 2013 ha sido publicada en España por Norma Editorial.

## Personajes

### Personajes principales
- Navis (Nävis en el original francés): Protagonista de la serie y única humana conocida del convoy. Ella es la única, debido a su raza, cuya mente no puede ser sondeada por ninguna de las razas telepáticas de Estela. Esta particularidad, unida a sus capacidades atléticas y su temperamento empujaron a la Constituyente (el consejo que dirige el convoy) a proponerle un trabajo como agente especial de Estela. Navis se distingue por su fuerza de carácter, su humor cínico y su compasión hacia los más desfavorecidos. Rebelde contra las injusticias, siempre está dispuesta a hacer lo que sea necesario para que se respete lo que ella considera justo, incluso violando las leyes de Estela. Pero su testarudez y una cierta inocencia la llevan a cometer errores a veces irreparables, como durante la catástrofe de la nave almirante en el tomo 9.
- Bobo: Migrador al que Navis conoció en el tomo 1, es el único individuo inteligente y consciente de su propia identidad dentro de su especie y acaba por convertirse también en agente especial de Estela. Amigo de Navis y muy apegado a ella, siempre está dispuesto a acudir en su auxilio.
- Snivel: En origen asistente del Madjestoet Heiliig, finalmente es reconfigurado para convertirse en el robot multiusos de Navis. Cumple la función de robot doméstico, de consejero e incluso de "niñera", siempre cerca de ella. Muy vulnerable al principio, acaba por hacerse instalar un programa pugilístico que le permite defenderse de manera eficaz incluso superado en número.
- General Rib'Wund: Militar de carrera, respetado por sus hombres y extremadamente ágil en combate. Es el instructor de Navis y a la vez uno de sus amigos más fieles. Al final del tomo 4 es inculpado por su participación activa en el negocio de tráfico de planetas. Es encarcelado en una colonia penal de alta seguridad a la que Navis se dirige en el tomo 7 para hacerle una visita e interrogarlo. Regresa en el tomo 12 como ayudante de Navis.
- General Juaiz Ramirez: Antiguo alumno del general Rib'Wund (al que profesa una admiración ilimitada) y compañero de armas de Navis y Bobo. Militar de grandes capacidades, hábil estratega y obsesionado con sacar adelante sus misiones, carece, sin embargo, de capacidad de reacción ante los imprevistos. Allegado a Navis, es por ello que no está dispuesto a perdonarle algunos de sus errores, particularmente la destrucción de parte de la nave almirante de la Constituyente en la que perdió a muchos amigos.
- Cónsul Enshu Atsukau: Telépata de gran poder. Es un personaje turbio fascinado con Navis debido a que ella es el único ser femenino al que no ha podido leerle ni influenciar el pensamiento. Sus capacidades telepáticas le permiten influir en las decisiones de otros individuos, siendo esa la razón para su puesto como diplomático independiente en el seno de Estela. Su papel es oscuro, pues parece manipular a la Constituyente volviendo las leyes en su beneficio. Además de sus manipulaciones políticas, el Cónsul es un seductor empedernido que gusta de abandonarse al vicio extremo mediante el uso de tecnología selecta.

### Personajes secundarios
- Saahre: Pareja del Madjestoet Heiliig. Aparece en los tomos 1 y 10.
- Houyo: es una tigruro (animal semejante al tigre). Capaz de comunicarse rudimentariamente, creció junto a Navis. Aparece en el tomo 1 y Snivel lleva un disfraz de Houyo en el tomo 4. Su primer encuentro con Navis se muestra en el primer tomo de la precuela homónima Navis.
- Kerhé-Dizzo: terrorista política activamente buscada por Estela, aparece por primera vez en el tomo 9. Gracias a un hábil engaño consigue manipular a Navis para que sea ella quien la lleve hasta el interior de la nave almirante de la Constituyente. Una vez allí pone en funcionamiento un plan diabólico que destruye buena parte de la nave almirante y numerosas naves alrededor de esta. Afirma que lo hace para actuar contra la política injusta e imperialista de Estela pero sus verdaderas intenciones parecen ser mucho más oscuras.
- Mackel-Loos: educador erudito y paciente, es el escogido por el Magister para convertirse en el tutor de Navis. Aparece en los tomos 2, 3, 5 y 8. En el tomo 5 intenta impedir que el embajador ftoross se inmole arrojándose sobre él en el momento de la explosión. Gravemente quemado, pasará tiempo hospitalizado antes de morir debido a la gravedad de sus heridas.
- Madjestœt Heiliig: líder del pueblo hottard, le oculta la presencia de Navis a la Constituyente en el planeta seleccionado para su hottaformación, proceso que aumenta en gran medida la temperatura y sequedad de un planeta, ambos elementos vitales para los hottard pues ese planeta había sido seleccionado para albergar a la raza entera. Se le condena a cadena perpetua por haber intentado destruir a una raza, la humana, al ser Navis la única representante conocido por Estela. Aparece en los tomos 1, 9 y 10.
- Magister: jefe político de Estela, es la cabeza visible de la Constituyente. Es un hombre hecho al poder, pragmático y dispuesto a todo para defender los intereses de Estela. Aparece en la mayor parte de los tomos, especialmente en el tomo 9 en el que la última parte de la historia se desarrolla en el corazón de la nave almirante de la Constituyente.
- Soimitt: criminal y asesino a sueldo al servicio de Kerhé-Dizzo en el tomo 9. Reaparece en el tomo 12 en el que Navis y Rib'Wund lo secuestran para interrogarle sobre las verdaderas intenciones de Kerhé-Dizzo.

## Pueblos y razas presentes en Estela
- Framakosz: pueblo del convoy que controla la producción de Tellurana, un medicamento escaso y caro.
- Ftoross
- Gardonnias
- Humanos
- Hottards
- Migradores
- Plol-llul
- Puntas
- Escotes
- Yiarhu-kha

## Premios
- Premio al mejor álbum juvenil en Angoulème 2006 por Naturaleza humana
- Premio al mejor álbum juvenil en Angoulème 2008 por El retorno de las llamas

## Spin offs

### Nävis
Nävis es la precuela de Estela que narra la infancia de Nävis (que da título a la serie) y su fiel acompañante Houyo. Los autores de esta saga son los guionistas Jean-David Morvan, Philippe Buchet y el dibujante José Luis Munuera. En Francia se han publicado 5 álbumes mientras que en España Norma Editorial sólo ha publicado los 2 primeros.
- 1: Houyo (2003)
- 2: Girodouss (2005)
- 3: Latitzoury sin publicar en España  (2007)
- 4: Il vous reste de l'énergie? sin publicar en España (2008)
- 5: Princesse Nävis sin publicar en España (2009)

### Les Chroniques de Sillage
Los guionistas Jean-David Morvan y Philippe Buchet cuentan nuevas aventuras y vivencias del universo de Estela en formato de historias cortas recopiladas con un dibujante diferente para cada una de dichas historias. La serie no se ha publicado en español.
- 1: Volume I (2004)
- 2: Volume II (2005)
- 3: Volume III (2006)
- 4: Volume IV (2006)
- 5: Volume V (2008)
- 6: Volume VI (2008)

### Artbook
- BlockBuster. Guy Delcourt Productions - Série B, 2005. ISBN 2-84789-949-9
- 1000 Nävis. Guy Delcourt Productions, 2007. ISBN 978-2-7560-1095-3

### Sillage Premières Armes
- 1: Esprit d'équipe (6/2014)